# 1550-ті до н. е.

## Події
Початок Нового царства в Єгипті.

## Правителі
- Фараони XV (гіксоської) династії Апопі І, Хамуді та фараони XVII (фіванської) династії Таа ІІ Секененра, Камос в Єгипті;
- Цар Вавилону Агум ІІ;
- Цар Ассирії Шамши-Адад ІІІ;
- Цар хеттів Циданта І.